# Elisabeth Bernhöft
Elisabeth Louise Moritia Ernestine Bernhöft (* 23. September 1880 in Rostock; † 28. November 1964 in Herborn) war eine deutsche Pädagogin und gilt als die erste Studentin der Universität Rostock.

## Leben und Wirken
Elisabeth Bernhöft wurde als Tochter des Universitätsprofessors Franz Bernhöft und seiner Frau Martha, geb. Hinrichsen, geboren. Von 1887 bis 1897 besuchte sie eine höhere Mädchenschule in Rostock und anschließend das Lehrerinnenseminar. Sie bestand 1899 das Lehrerinnenexamen, um in den folgenden Jahren als Erzieherin und Lehrerin tätig zu sein. Auf den Wunsch sich weiterzubilden war Elisabeth Bernhöft ein Jahr und drei Monate in Paris und verbesserte ihre Französischkenntnisse.
Ab 1905 besuchte sie Vorlesungen an der Universität Rostock und bereitete sich privat auf die Reifeprüfung vor. 1907 erhielt Elisabeth Bernhöft das Reifezeugnis am Friderico-Francisceum in Doberan.
Im Rektoratsjahr 1909/10 wurde sie unter dem Germanisten Wolfgang Golther am 27. Oktober 1909 als erste Studentin der Universität Rostock immatrikuliert und nahm das Studium in Deutsch, Geschichte, Französisch und Philosophie auf. Die Universität Rostock war somit die letzte deutsche Universität, welche Frauen rechtmäßig zur Immatrikulation zuließ.
Die zuvor besuchten Vorlesungen wurden anerkannt. Am 28. Januar 1910 wurde Elisabeth Bernhöft mit ihrer Dissertation über „das Lied vom hörnenen Siegfried“ zum Dr. phil. promoviert.
Im Herbst desselben Jahres bestand sie die philologische Staatsprüfung. Ostern 1911 wurde sie als Oberlehrerin an das Städtische Lyceum und Oberlyceum in Schwerin (Mecklenburg) berufen und trat in derselben Eigenschaft 1912 an die Schillerschule in Frankfurt am Main über.
Über ihr weiteres Leben ist wenig bekannt. Nach der NS-Machtübernahme 1933 wurde gegen sie ermittelt, weil sie als politisch links galt. Sie wirkte als Studienrätin und Verfasserin von Werken zum Französischunterricht.

## Werke
- Das Lied vom Hörnenen Sigfrid: Vorgeschichte der Druckredaktion des XVI. Jahrhunderts. Rostock: Boldt 1910 (Rostock, Univ., Diss., 1910)
- Manuel de français. Frankfurt a. M.: Diesterweg 1931; mehrere Auflagen bis 1942